# Зоран Пургер
Зоран Пургер (1954 – Параћин, 5. новембар 2019) је био српски и параћински фотограф.

## Биографија
Рођен је 1954. године. Члан ФКК Параћин од 1976. године. Члан УЛУУДС-а од 1994. године. Мајстор фотографије ФС Србије од 2007. године. Средином 80-их учествовао је у оснивању фототеке иконописачке школе манастира Жиче. Зоран Пургер је до сада имао седам самосталних изложби у Србији. Сарађивао је са музејима на изради документације археолошке фотографије. Сарадник фотографског архива Свете Горе од 2008. године.
Учествовао у жирирању већег броја изложби ПОД ФИАПИ ФСС патронатом. Учествовао је на преко 200 изложби у земљи и иностранству. Награђиван је близу 100 пута. Сарађивао је са музејима у изради документације о археолошкој фотографији. Један од његових значајнијих ауторских пројеката је изложба Благо манастира Хиландара, која је реализована на цибахром процесу. Већина његових фотографија се налази у фотографском архиву Свете горе. Са Маунт Атос Фотографик Аркајв сарађује од 2007. године. У периоду од 2012. до 2013. године био је хонорарни предавач фотографије на Факултету за медије и комуникације у Београду. Преминуо је 5.новембра 2019.године у Параћину.